# Palacio Presidencial de Ingusetia
El Palacio Presidencial de Ingusetia se encuentra en la ciudad de Magás, la capital de la República de Ingusetia que forma parte del Distrito federal del Cáucaso Norte. Es la residencia oficial del presidente de Ingusetia, donde funciona su administración. Este edificio es el primero de la moderna ciudad de Magás y su punto de referencia.
El Palacio Presidencial está situado en la avenida Idris Zyazikov, directamente frente a la Plaza Alanya y la Torre de la Concordia. A la izquierda del patio delantero y de la entrada del palacio se encuentra el edificio de la Asamblea del Pueblo de la República de Ingusetia, a la derecha se encuentra el edificio del Gobierno de la República de Ingusetia.

## Referencia histórica
El 23 de febrero de 1994 se colocó la primera piedra de la nueva capital de Ingusetia.
La ciudad de Magás se fundó en 1995; sustituyó a Nazran como ocapital de la república en el 2002. És la població menos poblada que actúa com capital de un sujeto federal de Rusia: en el censo de 2010 tenía 2.502 habitantes, i la población estimada en el 2015 fue de 5.841. 
Se inició la construcción del complejo administrativo público de la capital, cuyo edificio principal es el Palacio Presidencial. Su gran inauguración se realizó el 31 de octubre de 1998. Así, el palacio se convirtió en la primera construcción oficial de la ciudad de Magás.

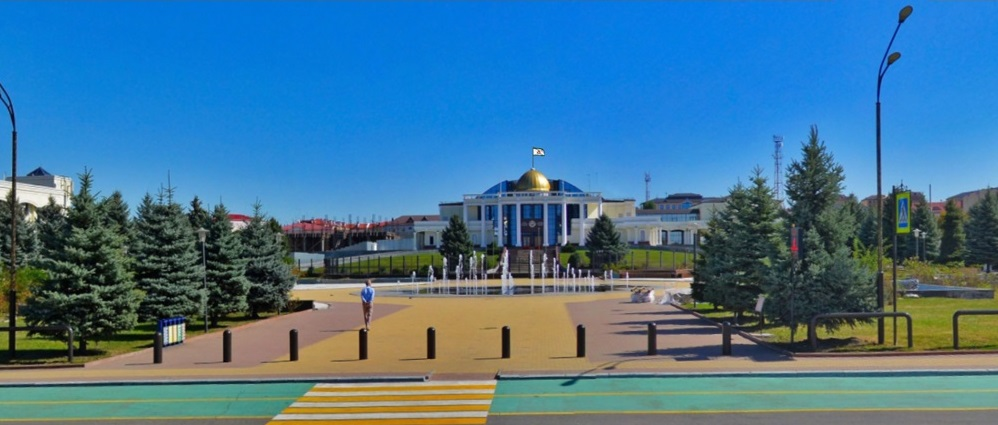
Vista frontal del Palacio del presidente de Ingusetia.

En 2013, se reconstruyeron el último piso y el techo del edificio. El techo plano fue reemplazado por un techo inclinado. Y aquí en el techo se construyó un jardín de invierno. En junio del mismo año se inició la construcción de dos bloques de las fachadas laterales de la residencia. Uno con un salón de banquetes, un salón de conferencias con un lobby bar y una sala de recepción para el Jefe de la República, el segundo tendrá oficinas administrativas. Todas las obras se realizan en el mismo estilo arquitectónico, lo que crea un único conjunto arquitectónico del palacio.

### Fechas importantes en la construcción

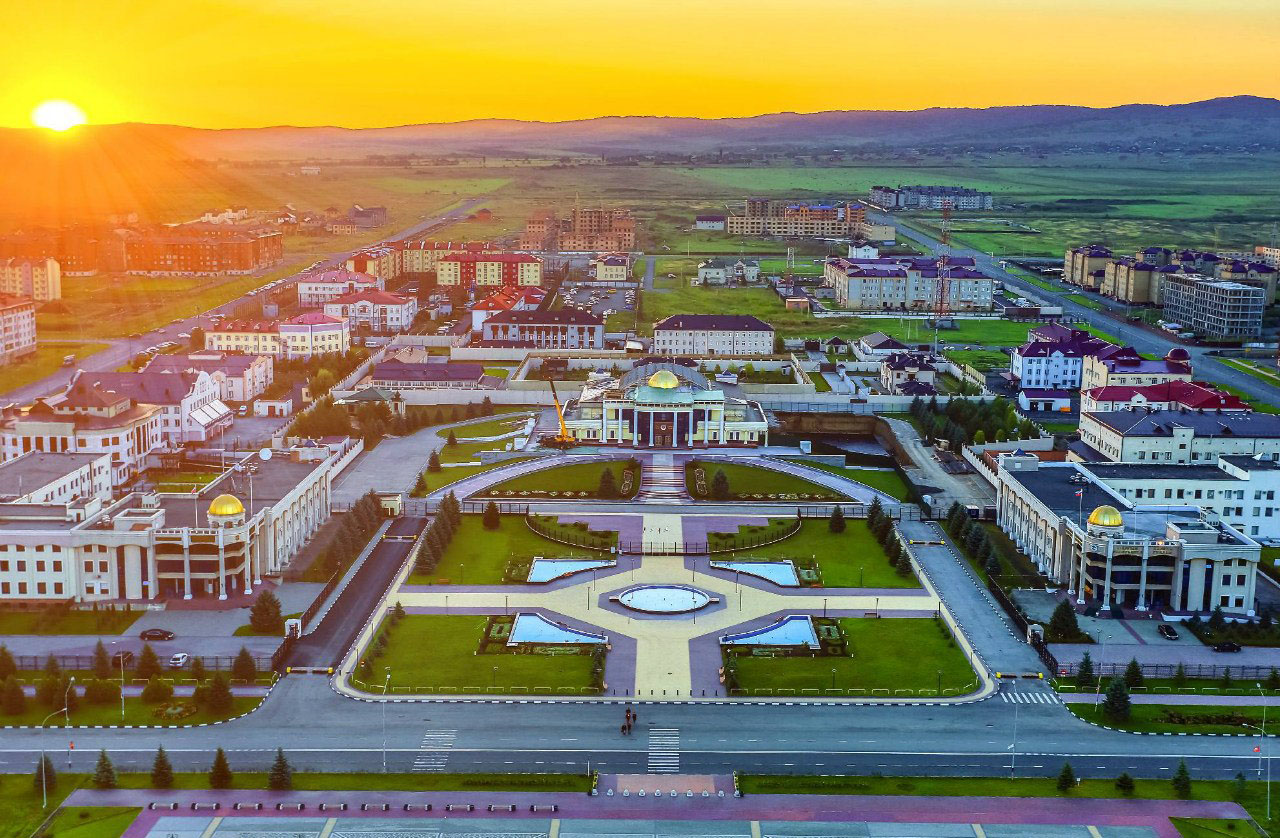
Ciudad de Magás desde las alturas de la Torre de la Concordia, con la vsta del Palacio Presidencial en primer término.

#### Magás
- 1995 - Fundación de Magás.
- 2000 - Obtuvo el título de ciudad.
- 2002 - Se convirtió en la capital de la República de Ingusetia.

#### Palacio
- 1994 - Inicio de la construcción del palacio.
- 1998 - Inauguración oficial del edificio.
- 2013 - Reconstrucción de la planta superior.
- 2016 - Refuerzos y carcasa lateral izquierda completada.